# Stanislav Berton
Stanislav František Berton, narozený jako Stanislav František Brzobohatý, (2. března 1924 Brno – 27. října 2016) byl český exilový vydavatel, historik, editor, básník, překladatel a ochotník.

## Život
Maturoval v roce 1943 v Brně. Počátkem října 1947 odjel do Velké Británie a v březnu 1948 ve stejné zemi podal žádost o politický azyl.
Roku 1957 si oficiálně nechal změnit příjmení na Berton.
V roce 1964 se s rodinou přestěhoval do australského Sydney. Žil v australském Coolum Beach.
Zabýval se zkoumáním okolností atentátu na Heydricha a životem svého gymnaziálního profesora a konfidenta Ladislava Vaňka.

## Dílo

### Vlastní tvorba
- První kopa trní (počátek 50. let, sbírka satirických veršů)
- Druhá kopa trní
- Hornická balada
- Smích za železnou oponou[2]
- Padni, komu padni
- Who Ordered Reinhrad Heydrich Assassination and Why?
- The Secrets of Lidice
- Depeše na přání Jindry (1987)
- Depeše na přání Jindry: V záležitosti atentátu Reinharda Heydricha
- První zpráva o „Jindrovi“ (1987)
- Beneš a Hácha: Před válkou a po ní (1998)
- Pannwitzova zpráva o atentátu na Heydricha (2011) (komentář a ed.)

### Překlad
- Pannwitz, Heinz: Atentát na Heydricha (česky 1986)